# Жаб'як
Яр «Жаб'я́к» — геологічна пам'ятка природи місцевого значення в Україні. Розташований біля села Дзвиняча Кременецького району Тернопільської області. 
Площа — 10,5 га. Оголошений об'єктом природного-заповідного фонду рішенням виконкому Тернопільської обласної ради від 14 березня 1977 року № 131 зі змінами, затвердженими її рішенням від 27 лютого 2001 року № 238. Перебуває у віданні асоційованих селянських спілок «Світанок». 
Довжина яру близько 1 км, глибина у середній частині 2530 м. Утворився внаслідок водної ерозії. Один із найбільших і найбагатших викопною фауною ярів північної частини Поділля. 
Має кілька бокових відгалужень, у руслі протікає невеликий струмок. Під охороною — відслонення глинистих літотамнієвих вапняків із великою кількістю добре збережених черепашок двостулкових і черевоногих молюсків, решток інших морських організмів середньоміоценових (неогенного) віку. Нижче також залягають середньоміоценові піщано-глинисті відклади з добре вираженими верствами бурого вугілля (потужністю 0,4-0,5 м) і уламками окременілих стовбурів дерев довж. до 2 м. Видима потужність міоценових порід на схилах яру — 2530 м. Вони залягають на розмитій поверхні білих крейдоподібних мергелів верхньої крейди.